# Alonso Fajardo de Tenza
Alonso Fajardo de Tenza, Fajardo y Tenza o de Tenza Fajardo (m. Manila, 11 de julio de 1624) fue un general español que desempeñó el cargo de XIV gobernador y capitán general de Filipinas.

## Familia
Fue hijo primogénito de Luis Fajardo y Chacón y de su esposa Luisa de Tenza y Cascales Pacheco, señora de las villas de Ontur, Albatana, Espinardo y Mojón Blanco, y nieto de Luis Fajardo y de la Cueva, II marqués de los Vélez grande de España y I marqués de Molina, y de Ana Ruiz de Alarcón, perteneciendo así a la Casa de los Vélez. 

## Matrimonio
Casó con Catalina María de Zambrana y Fajardo (m. Manila, 1621), hija de Pedro de Zambrana y Fajardo, caballero de la Orden de Santiago, y de su primera esposa Hortensia Cernusculi y Girón, nieta paterna de Pedro de Zambrana y Fajardo y de su esposa Catalina Guerrero y bisnieta de Pedro de Zambrana, señor de la Puebla, caballero de la Orden de Santiago y paje de Carlos I de España.

## Biografía
Señor de las villas de Ontur, Albatana Mojón Blanco y Espinardo, participó en la guerra de los ochenta años, destacándose durante el sitio de Ostende en el asalto a Rhinberg, alcanzando el grado de general. A su regreso a España, como adelantado y capitán mayor de Murcia, intervino en la expulsión de los moriscos de la comarca. Fue caballero de la Orden de Alcántara.

### Gobernador de Filipinas
El 5 de julio de 1618 llegó a Cavite, en Filipinas, para ocupar el puesto de XIV gobernador y capitán general de las islas, que había quedado vacante tras la muerte en batalla de Juan de Silva. En el desempeño de sus funciones aseguró la lealtad de los indígenas filipinos racionalizando la carga de trabajo a la que los españoles les tenían sometidos, veló por la seguridad del galeón de Manila variando su ruta en altamar, impulsó la construcción naval y reforzó las fortificaciones de Cavite en previsión de ataques por parte de corsarios holandeses y piratas chinos. La oposición que los oidores de la Real Audiencia de Manila presentaron a la autoridad del gobernador sería un obstáculo importante a la gestión de Fajardo, hasta el punto de que este solicitaría, infructuosamente, a Felipe IV la supresión de la Audiencia.
El 12 de mayo de 1621, informado de la infidelidad de su esposa con un comerciante español, Fajardo apuñaló a los adúlteros hasta la muerte, siendo absuelto en el proceso que se siguió. Murió en el desempeño de su cargo el 11 de julio de 1624. Tras su muerte, tomó el gobierno de las islas la Real Audiencia de Manila y Jerónimo de Silva asumió el mando militar hasta la llegada del nuevo gobernador Fernando de Silva.
Su sobrino Diego Fajardo Chacón fue también el XIX gobernador y capitán general de Filipinas.